# 百年國恥

期间丢失的领土

百年國恥指中国历史上的一个时期，一般观点认为其是从第一次鸦片战争（1839–1842年）开始，至1945年第二次世界大战结束，中国（当时之全国性政权为中华民国）成为战后四大国之一并获得联合国安全理事会常任理事国席位，或至1949年中华人民共和国成立为止的这一段时期，亦是中國主流的学者、政治人物用來描述中國從十九世紀中葉到二十世紀中葉歷史的一個敘事框架。自19世纪30年代至20世纪40年代的这一百年中，中国历史以清朝的衰落、战败和政治分裂为特征，接续的中华民国则持续了清末的政治动荡，而在这一过程中以西方列强、俄国和日本对中国施加的干预、领土侵占以及压迫构成了该段中国历史的主基调。
“国耻”这一表述源于中国在甲午战争（1894-1895年）中的失败以及随后的事态发展，包括19世纪90年代末的租界争夺。在此之后，民族屈辱的概念成为许多中国作家和学者讨论的焦点，尽管他们对民族屈辱的理解有所不同，如一般学者和宪政主义者对祖国的理解便与晚清时期的反清革命者有所不同。中华民国建立后，民族屈辱的思想进一步发展，该思想因第一次世界大战期间，北洋政府接受日本于1915年提出的《二十一条要求》以及一战结束后中国在1919年巴黎和会及随后签订的《凡尔赛条约》中所遭遇到的不公待遇而引发的五四运动中得到广泛认同。北伐战争时期，中国国民党和中国共产党普及了这一概念，作以抗议不平等条约和中国领土的丧失的思想。在1930年代和1940年代，这一词汇在日本侵华战争期间变得更加普及。
至今，尽管曾经施加于中国的不平等条约已经被完全废除且部分自清末所丢失的领土已经回归，但这一时期依然在中国民族主义的概念中占据着核心地位，该术语在政治语境和大众文化中依旧被广泛使用。

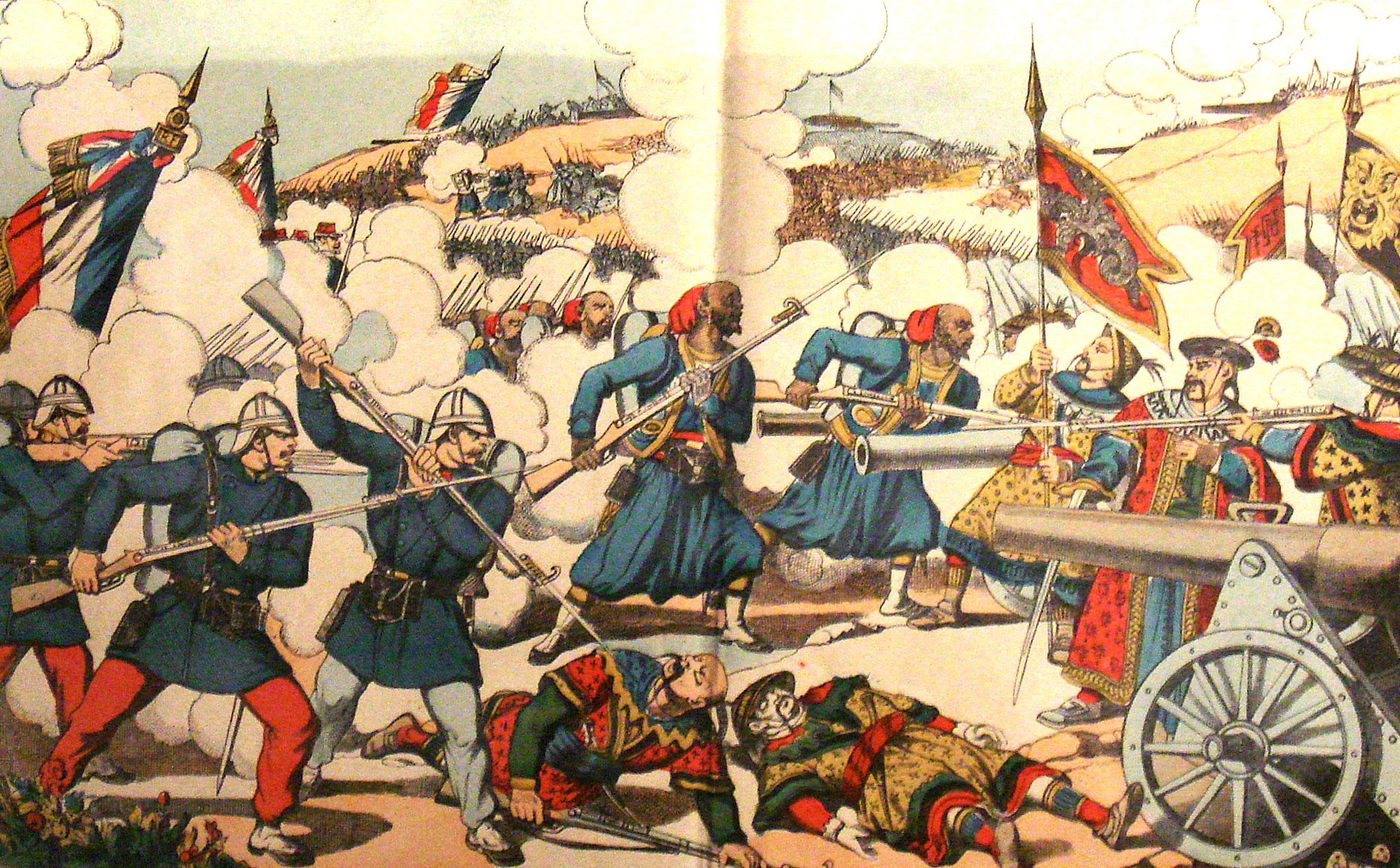
1885年2月在諒山戰役中交戰的法中兩軍

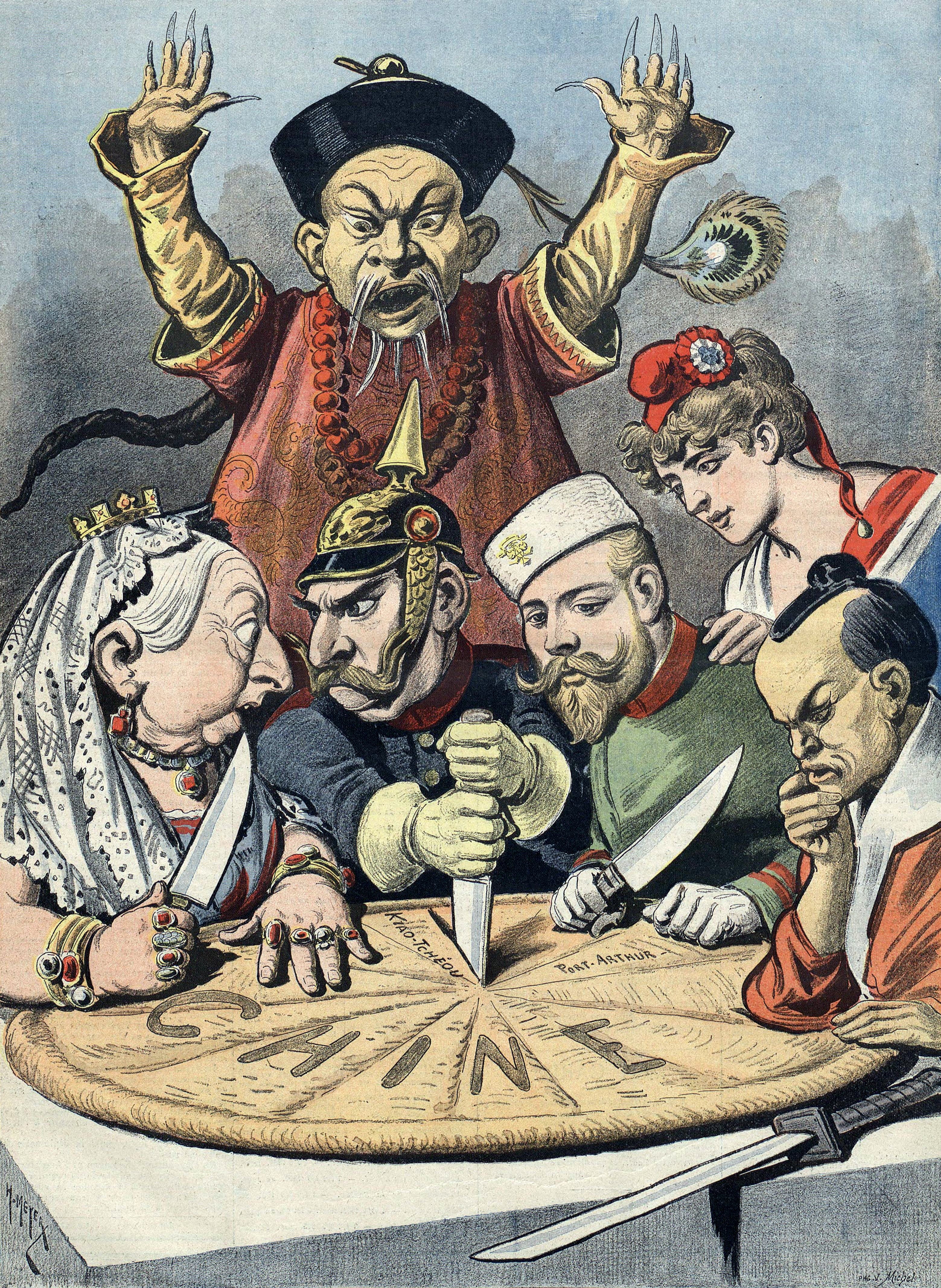
描绘英国、德国、俄国、法国、日本瓜分中国的漫画

## 历史
这段时期通常认为自19世纪中叶开始，在第一次鸦片战争前夕，中国出现广泛的鸦片成瘾现象，随后中国政治陷入混乱状态，期间中国经历了太平天國之亂、英法聯軍之役、甲午戰爭、庚子拳亂及八国联军之役、辛亥革命、九一八事变、南京大屠杀等等。以現代中國史觀分析，其史觀分界點常常是基於鴉片戰爭之前與鴉片戰爭之後。意思是說，鴉片戰爭之前，当时的清朝政府施行閉關鎖國政策，虽是天下首富，但以農業为主的中國逐漸成为先進工業國家盘剥的對象。先進工業國家紛紛強迫清政府接受其在中國設立租界，并在租界里享有法外治權。在鴉片戰爭之後，中國遭受到西方列強及新興日本的不斷侵略，因而遭受到百年多的羞辱。在這期間，中國失去了三分之一的國土，被迫簽訂了許多不平等條約。這個「百年國恥」一直到「抗日戰爭結束」（二戰結束）後才終結。中國共產黨主张百年國恥終於1949年中華人民共和國的建立。

## 历史評價
現代中國史觀往往將百年國恥的出現歸咎於西方列強欺負中國，由於工業列強對中國的不斷盤剝，最終觸發了清朝政府的反抗。由於害怕與列強產生直接的對抗，滿清政府放任義和團製造輿論，指天災人禍都是洋人得罪神佛、數典忘祖而來，而且洋人有品德上的缺陷，縱容以義和團「扶清滅洋」活動，大舉進京「勤王」，殺害外國人及恐嚇中國基督徒，燒教堂破壞搗毀洋行與售賣洋貨的商鋪，並攻進天津租界，各國公使要求清廷取締義和團，但未獲清廷回應。其後在1900年（光緒二十六年)，慈禧太后以光緒帝（當時已被軟禁）的名義公布《對萬國宣戰詔書》，向十一國宣戰，主動挑起戰爭，號召全國軍民抵抗英國、美国、法国、德国、義大利、日本、俄國、奧匈帝國、西班牙、比利時、荷蘭等十一國；同時，還懸賞捕殺洋人：「殺一洋人賞五十兩、洋婦四十兩、洋孩三十兩」。義和團及官軍（主要為榮祿手下之甘軍）開始圍攻使館區，結果為應對清政府的宣戰及保護外國僑民，引來上述八國聯軍派兵進入中國境內，當時清朝虽然经过洋务运动，但其國力及軍事實力仍无法与八國聯軍相比，加上东南各省组织的东南互保运动，結果八國聯軍僅派約5萬人便打敗北京一带的清军，最終清政府與包含派兵八國在內的十一國簽訂《辛丑條約》，付出龐大的賠款，並喪失多項主權，各國取得在北京駐軍及建築要塞特權。
对此，清末发行的《国民读本》的“国耻”一节中有如下描述：“言雪耻矣，虽然欲雪耻，必先知耻。胪举各耻，为少年告焉。一失地之耻，中国疆域东迄辽海，北至外兴安岭，西尽天山，今则俄之疆土日闢而南，中国之辽东无东海疆...各口岸之租界，既归外人自治，又与割地无异。甚且有瓜分全地之议矣，可耻哉...”。随后的“爱国”一节中则称：“国民爱国之心厚则其国强...我中国之立国开化如是其古也，四万万同胞之助如是其众也...我中国为礼义之邦，忠义如林，若而人者当迸之四夷勿使污我中国土可也。”
六四天安门事件後，中國共產黨發起全面愛國主義教育，重新評價了義和團運動的歷史影響，并對當時業已衰敗的清政府及掌權的慈禧太后盲目自大地公布《對萬國宣戰詔書》進行了分析，總結出“落後就要挨打”的理論，將中國近代史描述為落後的中國在列強面前備受屈辱的歷史，稱為「百年國恥」。
2012年中共十八大召開，習近平就任执政党中共中央總書記後提出「中國夢」構想，提倡中華民族偉大復興。習近平任內提倡強硬的外交政策，發動引起爭議的具挑釁性的激進外交政策，被國內外稱為「戰狼外交」。